# L'impareggiabile Godfrey (film 1936)
L'impareggiabile Godfrey (My Man Godfrey) è un film del 1936 diretto da Gregory La Cava.
Nel 1999 è stato scelto per la conservazione nel National Film Registry della Biblioteca del Congresso degli Stati Uniti.
Nel 1957 ne venne realizzato un remake dallo stesso titolo, L'impareggiabile Godfrey, per la regia di Henry Koster.

## Trama
Durante una caccia al tesoro, un gruppo di ricchi fannulloni capita in un accampamento di barboni: la giovane e sconsiderata Irene Bullock riesce a portare via con sé Godfrey, uno dei clochard, pensando di servirsene per poter vincere la gara. Grazie alla vittoria, ella può finalmente sentirsi superiore alla sua arrogante e presuntuosa sorella maggiore Cornelia che, forte della sua bellezza e della sua ricchezza, pretende che tutto le sia dovuto e che tutti debbano riverirla.
Il solo Godfrey sembra non temere Cornelia e si dimostra in grado di tenerle testa. Irene ne è deliziata e trova nell'uomo una protezione contro le angherie psicologiche della sorella. Al tempo stesso assume il ruolo di "protettrice" del barbone, lo toglie dalla strada e gli trova un'occupazione come maggiordomo presso la sua famiglia. Godfrey stupisce i Bullock con il suo modo di fare, si dimostra per nulla intimidito dai componenti della ricca famiglia e addirittura trova per ognuno una soluzione ai loro problemi, veri o immaginari che siano.
Il nuovo maggiordomo, in effetti, non è un vero barbone: è una vittima del crollo di Wall Street, appartiene a un'ottima famiglia, possiede un'eccellente educazione e vanta conoscenze altolocate. Ormai senza un soldo, è però stato costretto a vivere sotto i ponti, insieme a tanti altri disgraziati. L'occasione offertagli da Irene gli ha consentito di riacquistare dignità e nello stesso tempo di metter un poco di ordine nell'eccentrica famiglia in cui è stato accolto come maggiordomo. Le due ragazze di casa finiscono per innamorarsi entrambe di lui: Godfrey dimostra di preferire Irene e ciò fa infuriare la gelosa e vendicativa Cornelia, che giunge ad accusare l'uomo di furto, nascondendo una collana sotto il suo letto.
Godfrey riesce però a trovare il gioiello prima dell'arrivo della polizia, lo toglie dal nascondiglio e poi lo impegna. Con il ricavato inizia a giocare in Borsa, al ribasso, e si dimostra abilissimo, tanto da accumulare rapidamente una fortuna, mentre nello stesso tempo il suo datore di lavoro Bullock - il padre delle due ragazze - va incontro a una serie di rovesci finanziari, fino a rimanerne rovinato. Coi proventi del denaro che ha guadagnato, Godfrey compra tutte le azioni di Bullock e gliele restituisce insieme alla collana, raccontando alla sbigottita e interdetta famiglia di come sia giunto a quel risultato. Quindi si licenzia e, con il denaro che gli è rimasto, fonda uno stabilimento dove assume tutti i poveracci che ha incontrato durante il periodo della sua vita trascorso da nullatenente. Il giorno dell'inaugurazione, Irene lo raggiunge e, in presenza del sindaco, i due possono finalmente sposarsi.

## Produzione
È ispirato al romanzo 1101 Park Avenue scritto nel 1935 da Eric Hatch.
Questo è il primo film dove Carole Lombard appare col suo nuovo volto dopo un incidente d'auto che l'aveva sfigurata con schegge di cristallo. «Furono giorni di ansia. Ma un chirurgo dalle mani miracolose salvò completamente il volto dell'attrice. (...) L'arte modificò la natura. Le guance pienotte che facevano scuotere la testa agli industriali davanti alle pretese dell'attrice, sparirono, il viso smagrito acquistò un'intensità che prima non aveva. Carole ebbe così il suo vero trionfo, quel volto che diventò improvvisamente, dopo il trionfo accanto all'ex marito William Powell nell'Impareggiabile Godfrey, un volto celebre, che otteneva il consenso degli spettatori di tutto il mondo.».

## Accoglienza

### Critica
(Gazzetta di Venezia, 11 aprile 1937)
(Mario Gromo, La Stampa, 9 maggio 1937)

## Distribuzione
Il film fu distribuito dall'Universal Pictures, presentato in prima il 6 settembre. Uscì poi nelle sale statunitensi il 17 settembre 1936.

## Riconoscimenti
Premi Oscar 1937:
- Candidatura Migliore regia a Gregory La Cava
- Candidatura Miglior attore protagonista a William Powell
- Candidatura Miglior attrice protagonista a Carole Lombard
- Candidatura Miglior attore non protagonista a Misha Auer
- Candidatura Miglior attrice non protagonista a Alice Brady
- Candidatura Miglior sceneggiatura non originale

## Remake
Nel 1957 venne realizzato un remake, film omonimo  diretto da Henry Koster con attori principali June Allyson, David Niven, Jessie Royce Landis, Robert Keith, Eva Gabor.